# Arden International
 (octobre 2023).
Pour les articles homonymes, voir Arden.
Arden International est une écurie de sport automobile britannique, fondée en 1997 par Christian Horner.

## Histoire
Initialement créée pour Christian Horner, l'équipe a commencé à obtenir de bons résultats et a été la meilleure équipe de Formule 3000 dans les années 2002 à 2004, révélant de nouveaux talents du sport automobile tel que Darren Manning, Tomáš Enge, Björn Wirdheim et Vitantonio Liuzzi.
L'écurie a remporté deux titres « pilotes » (en 2003 avec Wirdheim et 2004 avec Liuzzi), a marqué 334 points, remporté 15 courses et obtenu 20 pole positions en Formule 3000.
En 2005, Arden se lance en GP2 Series et obtient la deuxième place du championnat des constructeurs avec Heikki Kovalainen et Nicolas Lapierre, grâce notamment à la deuxième place au championnat des pilotes de Kovalainen.
En 2006, Arden reste en GP2 et conserve Lapierre. En remplacement de Kovalainen, parti en Formule 1, Arden recrute l'Allemand Michael Ammermüller. Entretemps, Neel Jani est venu remplacer Lapierre après que ce dernier a été blessé au départ de la course de Monaco. Arden subit une déconvenue massive et inscrit seulement 57 points (126 points la saison précédente).
Pour 2007, Arden engage Bruno Senna, neveu du triple champion de F1 Ayrton Senna, et le pilote sud-africain Adrian Zaugg. C'est un nouvel échec, malgré une victoire de Senna, puisque l'écurie marque seulement 44 points.
Pour 2008, l'équipe est rebaptisée Trust Team Arden. Ses pilotes sont Sébastien Buemi et Yelmer Buurman. Si Buemi fait une bonne saison (6e avec 50 points) Buurman ne peut pas suivre le Suisse et est remplacé par Luca Filippi à la mi-saison, mais l'Italien fera à peine mieux que le pilote néerlandais.
Pour 2009, l'équipe engage les pilotes venant de Formule 3 Sergio Pérez et Edoardo Mortara. Mais les résultats ne sont pas au rendez-vous, mis à part la victoire de Mortara lors de la première manche.
Pour 2010, Arden s'engage en GP3 Series en partenariat avec Mark Webber, l'équipe étant appelée MW Arden. Cette approche s'appuie sur le fait que Mark Webber court pour Red Bull Racing, qui est géré par le propriétaire de l'équipe Arden et le directeur de l'écurie de Red Bull, Christian Horner. Leurs pilotes sont Michael Christensen, Miki Monrás, Leonardo Cordeiro.

## Résultats

### Résultats en Formule Régionale
| Saison | Châssis | Moteur | Pilotes                                       | GP disputés | Victoires | Pole Positions | Podiums | Records du tour | Points inscrits | Classement |
| ------ | ------- | ------ | --------------------------------------------- | ----------- | --------- | -------------- | ------- | --------------- | --------------- | ---------- |
| 2021   | Tatuus  | Alpine | Alex Quinn William Alatalo Nicola Marinangeli | 20          | 0         | 0              | 3       | 0               | 195             | 4e         |
| 2022   | Tatuus  | Alpine | Joshua Dürksen Noel León Eduardo Barrichello  | 20          | 0         | 0              | 1       | 0               | 94              | 7e         |
| 2023   | Tatuus  | Alpine | Joshua Dürksen Levente Révész Tom Lebbon      | 20          | 0         | 0              | 1       | 0               | 28              | 10e        |

### Résultats en Formule 2
| Saison | Châssis | Moteur     | Pilotes                                         | GP disputés | Victoires | Pole Positions | Podiums | Records du tour | Points inscrits | Classement |
| ------ | ------- | ---------- | ----------------------------------------------- | ----------- | --------- | -------------- | ------- | --------------- | --------------- | ---------- |
| 2017   | Dallara | Mecachrome | Norman Nato Sean Gelael                         | 22          | 1         | 0              | 3       | 0               | 108             | 6e         |
| 2018   | Dallara | Mecachrome | Maximilian Günther Nirei Fukuzumi Dan Ticktum   | 22          | 1         | 0              | 2       | 0               | 58              | 9e         |
| 2019   | Dallara | Mecachrome | Tatiana Calderón Anthoine Hubert Artem Markelov | 22          | 2         | 0              | 2       | 0               | 77              | 6e         |

### Résultats en GP2 Series
| Saison | Châssis | Moteur     | Pilotes                                        | GP disputés | Victoires | Pole Positions | Podiums | Records du tour | Points inscrits | Classement |
| ------ | ------- | ---------- | ---------------------------------------------- | ----------- | --------- | -------------- | ------- | --------------- | --------------- | ---------- |
| 2005   | Dallara | Mecachrome | Heikki Kovalainen Nicolas Lapierre             | 23          | 5         | 3              | 13      | 2               | 126             | 2e         |
| 2006   | Dallara | Mecachrome | Michael Ammermüller Nicolas Lapierre Neel Jani | 21          | 1         | 0              | 6       | 1               | 57              | 4e         |
| 2007   | Dallara | Mecachrome | Bruno Senna Adrian Zaugg Filipe Albuquerque    | 21          | 1         | 0              | 3       | 0               | 44              | 7e         |
| 2008   | Dallara | Mecachrome | Sebastien Buemi Yelmer Buurman Luca Filippi    | 20          | 2         | 0              | 6       | 1               | 56              | 6e         |
| 2009   | Dallara | Mecachrome | Sergio Pérez Edoardo Mortara                   | 20          | 1         | 0              | 3       | 3               | 41              | 8e         |
| 2010   | Dallara | Mecachrome | Charles Pic Rodolfo González                   | 20          | 1         | 1              | 2       | 0               | 32              | 7e         |
| 2011   | Dallara | Mecachrome | Josef Král Jolyon Palmer                       | 18          | 0         | 0              | 2       | 0               | 15              | 11e        |
| 2012   | Dallara | Mecachrome | Simon Trummer Luiz Razia                       | 24          | 4         | 3              | 9       | 0               | 226             | 3e         |
| 2013   | Dallara | Mecachrome | Mitch Evans Johnny Cecotto Jr.                 | 22          | 0         | 1              | 0       | 1               | 97              | 8e         |
| 2014   | Dallara | Mecachrome | André Negrão Tom Dillmann René Binder          | 22          | 0         | 0              | 0       | 0               | 48              | 10e        |
| 2015   | Dallara | Mecachrome | Norman Nato André Negrão                       | 21          | 0         | 0              | 0       | 0               | 25              | 12e        |
| 2016   | Dallara | Mecachrome | Jimmy Eriksson Nabil Jeffri Emil Bernstorff    | 22          | 0         | 0              | 0       | 0               | 12              | 11e        |

### Résultats en GP3 Series
| Saison | Châssis | Moteur     | Pilotes                                                   | GP disputés | Victoires | Pole Positions | Podiums | Records du tour | Points inscrits | Classement |
| ------ | ------- | ---------- | --------------------------------------------------------- | ----------- | --------- | -------------- | ------- | --------------- | --------------- | ---------- |
| 2010   | Dallara | Renault    | Miki Monrás Leonardo Cordeiro Michael Christensen         | 16          | 0         | 0              | 2       | 2               | 18              | 9e         |
| 2011   | Dallara | Renault    | Lewis Williamson Mitch Evans Simon Trummer                | 16          | 2         | 3              | 5       | 0               | 69              | 2e         |
| 2012   | Dallara | Renault    | Mitch Evans Matias Laine David Fumanelli                  | 16          | 4         | 4              | 11      | 3               | 309,5           | 2e         |
| 2013   | Dallara | AER        | Daniil Kvyat Carlos Sainz Jr. Robert Vișoiu               | 16          | 5         | 3              | 9       | 6               | 278             | 2e         |
| 2014   | Dallara | AER        | Jann Mardenborough Patric Niederhauser Robert Vișoiu      | 18          | 3         | 0              | 5       | 4               | 162             | 5e         |
| 2015   | Dallara | AER        | Emil Bernstorff Kevin Ceccon Aleksander Bosak             | 22          | 4         | 0              | 10      | 2               | 275             | 3e         |
| 2016   | Dallara | Mecachrome | Jake Dennis Jack Aitken Tatiana Calderón                  | 18          | 3         | 0              | 12      | 6               | 297             | 2e         |
| 2017   | Dallara | Mecachrome | Niko Kari Leonardo Pulcini Steijn Schothorst              | 15          | 1         | 0              | 3       | 2               | 91              | 4e         |
| 2018   | Dallara | Mecachrome | Joey Mawson Gabriel Aubry Julien Falchero Sacha Fenestraz | 18          | 0         | 0              | 2       | 0               | 43              | 6e         |

### Résultats en Formula Renault Eurocup
| Saison | Châssis | Moteur  | Pilotes                                                       | GP disputés | Victoires | Pole Positions | Podiums | Records du tour | Points inscrits | Classement |
| ------ | ------- | ------- | ------------------------------------------------------------- | ----------- | --------- | -------------- | ------- | --------------- | --------------- | ---------- |
| 2017   | Tatuus  | Renault | Dan Ticktum Zane Goddard Ghislain Cordeel                     | 15          | 1         | 0              | 3       | 2               | 91              | 4e         |
| 2018   | Tatuus  | Renault | Oscar Piastri Sami Taoufik Nikita Volegov Aleksandr Vartanyan | 20          | 0         | 0              | 3       | 1               | 122             | 6e         |
| 2019   | Tatuus  | Renault | Patrik Pasma Frank Bird Sebastián Fernández Alex Quinn        | 20          | 0         | 0              | 3       | 1               | 189             | 3e         |
| 2020   | Tatuus  | Renault | Alex Quinn Reshad de Gerus Ugo de Wilde                       | 20          | 1         | 1              | 8       | 1               | 273,5           | 4e         |

### Résultats en Formula Renault 3.5 Series
| Saison | Châssis | Moteur  | Pilotes                                                 | GP disputés | Victoires | Pole Positions | Podiums | Records du tour | Points inscrits | Classement |
| ------ | ------- | ------- | ------------------------------------------------------- | ----------- | --------- | -------------- | ------- | --------------- | --------------- | ---------- |
| 2012   | Dallara | Renault | António Félix da Costa Alexander Rossi Lewis Williamson | 17          | 4         | 0              | 7       | 6               | 229             | 2e         |
| 2013   | Dallara | Renault | António Félix da Costa Pietro Fantin                    | 17          | 3         | 1              | 6       | 2               | 186             | 4e         |
| 2014   | Dallara | Renault | Pierre Gasly William Buller                             | 17          | 0         | 1              | 9       | 3               | 222             | 3e         |
| 2015   | Dallara | Renault | Egor Orudzhev Nicholas Latifi                           | 17          | 2         | 0              | 4       | 1               | 188             | 5e         |
| 2016   | Dallara | Zytek   | Egor Orudzhev Aurélien Panis                            | 18          | 7         | 2              | 10      | 3               | 380             | Champion   |

### Résultats en Formule 3000
| Saison | Châssis     | Moteur | Pilotes                           | GP disputés | Victoires | Pole Positions | Podiums | Records du tour | Points inscrits | Classement |
| ------ | ----------- | ------ | --------------------------------- | ----------- | --------- | -------------- | ------- | --------------- | --------------- | ---------- |
| 1997   | Lola T96/50 | Zytek  | Christian Horner                  | 4           | 0         | 0              | 0       | 0               | n/a             | n/a        |
| 1998   | Lola T96/50 | Zytek  | Christian Horner Kurt Mollekens   | 11          | 0         | 0              | 2       | 0               | n/a             | n/a        |
| 1999   | Lola T99/50 | Zytek  | Viktor Maslov Marc Goossens       | 5           | 0         | 0              | 0       | 0               | n/a             | n/a        |
| 2000   | Lola T99/50 | Zytek  | Darren Manning Viktor Maslov      | 10          | 0         | 1              | 2       | 1               | 10              | 8e         |
| 2001   | Lola T99/50 | Zytek  | Darren Manning Viktor Maslov      | 12          | 0         | 0              | 1       | 0               | 9               | 9e         |
| 2002   | Lola B2/50  | Zytek  | Björn Wirdheim Tomáš Enge         | 12          | 4         | 5              | 9       | 5               | 79              | Champion   |
| 2003   | Lola B2/50  | Zytek  | Björn Wirdheim Townsend Bell      | 10          | 3         | 5              | 10      | 7               | 95              | Champion   |
| 2004   | Lola B2/50  | Zytek  | Vitantonio Liuzzi Robert Doornbos | 10          | 8         | 9              | 13      | 4               | 130             | Champion   |